# Rhamphomyia basisetosa
Rhamphomyia basisetosa är en tvåvingeart som beskrevs av Saigusa 1966. Rhamphomyia basisetosa ingår i släktet Rhamphomyia och familjen dansflugor. Inga underarter finns listade i Catalogue of Life.